# Костянтинівка (зупинний пункт, Шевченківська дирекція Одеської залізниці)
Костянти́нівка — пасажирський залізничний зупинний пункт Шевченківської дирекції Одеської залізниці на електрифікованій лінії Імені Тараса Шевченка — Цвіткове між станціями Імені Тараса Шевченка (7 км) та Перегонівка (3 км). Розташований в селі Костянтинівка Черкаського району Черкаської області.

## Пасажирське сполучення
На платформі Костянтинівка зупиняються приміські поїзди до станцій Імені Тараса Шевченка, Знам'янка-Пасажирська, Миронівка, Цвіткове, Умань та Черкаси.